# داين فاييه
داين فاييه ( مواليد 19 سبتمبر 1971) هو لاعب دولي سنغالي سابق يلعب في خانة المهاجم لعدة أندية عربية على مستوى منطقة الشرق الأوسط مثل نادي الرياض،نادي الهلال السعودي،الأهلي السعودي في المملكة العربية السعودية .

## المشوار الدولي
انضم لمنتخب السنغال عام 1997 وشارك لأول مرة ضد منتخب إثيوبيا في العام نفسه،
لعب مع منتخب أسود التيرانغا 5 مباريات واحدة ودية و 4 ضمن تصفيات كأس أمم إفريقيا لكرة القدم وله هدف وحيد.

## المسيرة الرقمية للاعب
| النادي                | الموسم  | دوري المحترفين السعودي | دوري المحترفين السعودي | كأس الأمير فيصل بن فهد | كأس الأمير فيصل بن فهد | كأس ولي العهد السعودي | كأس ولي العهد السعودي | دوري أبطال آسيا | دوري أبطال آسيا | أخرى    | أخرى  | المجموع | المجموع | المجموع       |
| النادي                | الموسم  | مشاركات                | أهداف                  | مشاركات                | أهداف                  | مشاركات               | أهداف                 | مشاركات         | أهداف           | مشاركات | أهداف | مشاركات | أهداف   | تمريرات حاسمة |
| --------------------- | ------- | ---------------------- | ---------------------- | ---------------------- | ---------------------- | --------------------- | --------------------- | --------------- | --------------- | ------- | ----- | ------- | ------- | ------------- |
| نادي القادسية السعودي | 1995–96 |                        | 6                      |                        | 4                      |                       | 3                     |                 |                 |         |       |         | 13      |               |
| نادي القادسية السعودي | 1996–97 |                        | 6                      |                        | 3                      |                       | 3                     |                 |                 |         |       |         | 12      |               |
| المجموع               | المجموع |                        | 12                     |                        | 7                      |                       | 6                     |                 |                 |         |       |         | 25      |               |

| النادي              | الموسم  | دوري المحترفين السعودي | دوري المحترفين السعودي | كأس الأمير فيصل بن فهد | كأس الأمير فيصل بن فهد | كأس ولي العهد السعودي | كأس ولي العهد السعودي | دوري أبطال آسيا | دوري أبطال آسيا | أخرى    | أخرى  | المجموع | المجموع | المجموع       |
| النادي              | الموسم  | مشاركات                | أهداف                  | مشاركات                | أهداف                  | مشاركات               | أهداف                 | مشاركات         | أهداف           | مشاركات | أهداف | مشاركات | أهداف   | تمريرات حاسمة |
| ------------------- | ------- | ---------------------- | ---------------------- | ---------------------- | ---------------------- | --------------------- | --------------------- | --------------- | --------------- | ------- | ----- | ------- | ------- | ------------- |
| نادي الرياض السعودي | 1997–98 |                        | 14                     |                        | 4                      |                       | 4                     |                 |                 |         |       |         | 22      |               |
| نادي الرياض السعودي | 99-1998 |                        | 15                     |                        | 11                     |                       | 0                     |                 |                 |         |       |         | 26      |               |
| نادي الرياض السعودي | 2001–02 |                        | 13                     |                        | 0                      |                       | 0                     |                 |                 |         |       |         | 13      |               |
| المجموع             | المجموع |                        | 42                     |                        | 15                     |                       | 4                     |                 |                 |         |       |         | 61      |               |

| النادي              | الموسم     | دوري المحترفين السعودي | دوري المحترفين السعودي | كأس الأمير فيصل بن فهد | كأس الأمير فيصل بن فهد | كأس ولي العهد السعودي | كأس ولي العهد السعودي | دوري أبطال آسيا | دوري أبطال آسيا | البطولة العربية للأندية الفائزة بالكؤوس 2000 | البطولة العربية للأندية الفائزة بالكؤوس 2000 | المجموع | المجموع | المجموع       |
| النادي              | الموسم     | مشاركات                | أهداف                  | مشاركات                | أهداف                  | مشاركات               | أهداف                 | مشاركات         | أهداف           | مشاركات                                      | أهداف                                        | مشاركات | أهداف   | تمريرات حاسمة |
| ------------------- | ---------- | ---------------------- | ---------------------- | ---------------------- | ---------------------- | --------------------- | --------------------- | --------------- | --------------- | -------------------------------------------- | -------------------------------------------- | ------- | ------- | ------------- |
| نادي الهلال السعودي | 2000 –2001 |                        | 1                      |                        | 5                      |                       | 0                     |                 | 1               |                                              | 1                                            |         | 8       |               |
| المجموع             | المجموع    |                        | 1                      |                        | 5                      |                       | 0                     |                 | 1               |                                              | 1                                            |         | 8       |               |

| النادي              | الموسم    | دوري المحترفين السعودي | دوري المحترفين السعودي | كأس الأمير فيصل بن فهد | كأس الأمير فيصل بن فهد | كأس ولي العهد السعودي | كأس ولي العهد السعودي | دوري أبطال آسيا | دوري أبطال آسيا | أخرى    | أخرى  | المجموع | المجموع | المجموع       |
| النادي              | الموسم    | مشاركات                | أهداف                  | مشاركات                | أهداف                  | مشاركات               | أهداف                 | مشاركات         | أهداف           | مشاركات | أهداف | مشاركات | أهداف   | تمريرات حاسمة |
| ------------------- | --------- | ---------------------- | ---------------------- | ---------------------- | ---------------------- | --------------------- | --------------------- | --------------- | --------------- | ------- | ----- | ------- | ------- | ------------- |
| نادي الأهلي السعودي | 2000–2001 |                        | 8                      |                        | 0                      |                       | 0                     |                 | 0               |         | 0     |         | 8       |               |
| المجموع             | المجموع   |                        | 8                      |                        | 0                      |                       | 0                     |                 | 0               |         | 0     |         | 8       |               |

| النادي      | الموسم  | دوري نجوم قطر | دوري نجوم قطر | كأس السوبر القطري | كأس السوبر القطري | كأس قطر | كأس قطر | كأس أمير قطر | كأس أمير قطر | أخرى    | أخرى  | المجموع | المجموع | المجموع       |
| النادي      | الموسم  | مشاركات       | أهداف         | مشاركات           | أهداف             | مشاركات | أهداف   | مشاركات      | أهداف        | مشاركات | أهداف | مشاركات | أهداف   | تمريرات حاسمة |
| ----------- | ------- | ------------- | ------------- | ----------------- | ----------------- | ------- | ------- | ------------ | ------------ | ------- | ----- | ------- | ------- | ------------- |
| نادي الوكرة | 1998–99 | 5             | 4             | 0                 | 0                 | 1       | 2       | 2            | 2            | 0       | 0     | 8       | 8       |               |
| المجموع     | المجموع | 5             | 4             | 0                 | 0                 | 1       | 2       | 2            | 2            | 0       | 0     | 8       | 8       |               |

| النادي    | الموسم  | دوري نجوم قطر | دوري نجوم قطر | كأس السوبر القطري | كأس السوبر القطري | كأس قطر | كأس قطر | كأس أمير قطر | كأس أمير قطر | أخرى    | أخرى  | المجموع | المجموع | المجموع       |
| النادي    | الموسم  | مشاركات       | أهداف         | مشاركات           | أهداف             | مشاركات | أهداف   | مشاركات      | أهداف        | مشاركات | أهداف | مشاركات | أهداف   | تمريرات حاسمة |
| --------- | ------- | ------------- | ------------- | ----------------- | ----------------- | ------- | ------- | ------------ | ------------ | ------- | ----- | ------- | ------- | ------------- |
| نادي السد | 97-1996 | 0             | 0             | 0                 | 0                 | 0       | 0       | 2            | 2            | 0       | 0     | 2       | 2       |               |
| نادي السد | 00-1999 | 10            | 5             | 0                 | 0                 | 2       | 0       | 7            | 7            | 0       | 0     | 19      | 12      |               |
| المجموع   | المجموع | 10            | 5             | 0                 | 0                 | 2       | 0       | 9            | 9            | 0       | 0     | 21      | 14      |               |

| النادي                | الموسم  | دوري الخليج العربي | دوري الخليج العربي | كأس الاتحاد الإماراتي | كأس الاتحاد الإماراتي | كأس رئيس الدولة | كأس رئيس الدولة | دوري أبطال آسيا | دوري أبطال آسيا | المجموع | المجموع |
| النادي                | الموسم  | مشاركات            | أهداف              | مشاركات               | أهداف                 | مشاركات         | أهداف           | مشاركات         | أهداف           | مشاركات | أهداف   |
| --------------------- | ------- | ------------------ | ------------------ | --------------------- | --------------------- | --------------- | --------------- | --------------- | --------------- | ------- | ------- |
| نادي الوحدة الإماراتي | 1999–00 |                    | 2                  |                       | 9                     |                 | 0               |                 | 1               |         | 12      |
| المجموع               | المجموع |                    | 2                  |                       | 9                     |                 | 0               |                 | 1               |         | 12      |
| نادي خورفكان          | 2001–02 |                    | 9                  |                       | 0                     |                 | 1               |                 |                 |         | 10      |
| المجموع               | المجموع |                    | 9                  |                       | 0                     |                 | 1               |                 |                 |         | 10      |
| نادي الظفرة           | 2002–03 |                    | 12                 |                       | 0                     |                 | 6               |                 |                 |         | 18      |
| المجموع               | المجموع |                    | 12                 |                       | 0                     |                 | 6               |                 |                 |         | 18      |
| المجموع               | المجموع |                    | 23                 |                       | 9                     |                 | 7               |                 | 1               |         | 40      |

## إنجازات اللاعب

### معلومة غير صحيحة لم يكن احسن هداف عام 2002
- 002 .
- أحسن هداف كأس الأمير فيصل بن فهد 1999 .
- أحسن هداف كأس أمير قطر 2000 .
- لاعب دوري المحترفين السعودي 1998 .

## الحياة الشخصية
ديان فايي لديه أخويين يلعبان كرة القدم هما أمدي فايي لاعب دولي سنغالي و منصور عتيق أمان لاعب قطري مجنس كان يلعب مع نادي الغرافة.